# Sideroxylon tenax
Sideroxylon tenax är en tvåhjärtbladig växtart som beskrevs av Carl von Linné. Sideroxylon tenax ingår i släktet Sideroxylon och familjen Sapotaceae. Inga underarter finns listade i Catalogue of Life.

## Bildgalleri